# Comté de Prades
1324–présent
Le comté des Montagnes de Prades, ou plus simplement comté de Prades est un comté catalan, créé en 1324 par le roi d'Aragon Jacques II, en faveur de son fils, Raymond Bérenger. 
Le titre comtal appartient aujourd'hui à Victoria de Hohenlohe-Langenburg, héritière de la maison de Medinaceli.

## Histoire
Le comté des Montagnes de Prades est créé en 1324 par le roi d'Aragon Jacques II, en faveur de son fils cadet Raymond Bérenger. Il s'agit de la première fois qu'un souverain aragonais crée un comté distinct des premiers comtés catalans carolingiens, tels que les comtés de Gérone ou d'Urgell. Le titre de comte de Prades n'en est pas moins prestigieux, car il n'est concédé qu'à des proches de la famille royale aragonaise.
Les terres du comté, qui sont placées par Jacques II sous la juridiction du comte, couvrent presque l'ensemble des montagnes de Prades, autour de Prades, en Catalogne, à savoir les communes d'Altafalla, El Masroig, Els Guiamets, Falset, Garcia, Móra d'Ebre, Móra la Nova, Marçà, Pratdip, Tivissa et Vandellós. La baronnie d'Entença, reçue également par Raymond Bérenger de son père, est absorbée dans le comté de Prades. La création est confirmée et reçoit privilège de la cathédrale de Barcelone le 6 mai 1324. 
En 1341, Raymond Bérenger échange le comté de Prades avec son frère, Pierre, qui avait reçu le comté de Ribagorce et le comté d'Empuries. Pierre Ier reste proche de son frère aîné, le roi Alphonse IV, et surtout de son neveu, le roi Pierre IV, dont il est le tuteur et le conseiller. Il reçoit pour cette raison la charge de sénéchal de Catalogne, charge qui est créée pour lui. Elle reste, par la suite, liée à la maison de Prades. Le château principal du comté, qui sert de résidence principale au comte et à son administration, est celui de Falset. 
En 1414 s'éteint le troisième comte de Prades, Jean Ier. Sa petite-fille, Jeanne, fille de son fils aîné, réclame pour elle le comté. Mais elle est contestée dans ses droits par le duc de Gandie, Alphonse II, petit-fils du second comte de Prades, Pierre Ier. Un troisième prétendant se trouve être Bernard Jean de Cabrera, fils de Bernard IV de Cabrera et d'une fille de Jean Ier, Timbor de Prades, et de plus, à partir de 1420, époux de Yolande de Prades, petite-fille de Jean Ier. Le comté reste sous la garde du roi d'Aragon, en attendant la fin du procès qui oppose les prétendants. Finalement, Alphonse II de Gandie, seul adversaire valable à Jeanne de Prades, s'éteint sans héritier légitime en 1425. Le roi Ferdinand Ier décide de remettre le comté à Jeanne, qui a par ailleurs épousé un neveu d'Alphonse de Gandie, le comte de Cardona Jean Raymond Folch II. À partir de cette date, le comté suit le destin des possessions de la puissante famille Folch de Cardona, jusqu'à l'actuelle duchesse Victoria de Hohenlohe-Langenburg.

### Source
- (es) Cet article est partiellement ou en totalité issu de l’article de Wikipédia en espagnol intitulé « Condado de Prades » (voir la liste des auteurs).